# Martellozzi Grande
Martellozzi Grande, Martellozzi, Vodegnach o Veli Vodgnach (in croato: Vodnjak Veliki o Vodnjak Veli) è uno degli isolotti delle isole Spalmadori, un piccolo arcipelago della Croazia situato a sud-ovest dell'isola di Lesina, nel mare Adriatico. Amministrativamente appartiene al comune di Lesina, nella regione spalatino-dalmata.

## Geografia
Martellozzi Grande è il più occidentale del gruppo delle Spalmadori e si trova a ovest di San Clemente, ha una forma irregolare con una baia che si apre a sud-est (bok Vodnjaka), delimitata a sud-ovest dal promontorio di punta Klobuk, dove c'è un faro. Ha un'altezza massima di 43,7 m, una superficie di 0,253 km², uno sviluppo costiero di 2,68 km.
Adiacenti all'isolotto si trovano:
- Martellozzi Piccolo[3] (Vodnjak Mali), a nord-ovest, a 90 m[2], che ha un'area di 0,0081 km²[8] e la costa lunga 338 m[8] (43°10′30″N 16°18′39″E);
- lo scoglio Carboni[3][5] (hrid Karburn), che ha un'area di 0,0011 km²[8], a nord a circa 90 m[2] (43°10′35″N 16°18′51″E);
- Trauna[3][5] (Travna), a nord-est, a 120 m[2], che ha una superficie di 0,0096 km²[8] e lo sviluppo costiero di 374 m[8] (43°10′33″N 16°19′03″E);
- lo scoglio Lingua[3][5] o Lengua[7] (hrid Lengva), a nord-est, a circa 700 m[2] che ha un'area di 0,0017 km²[8] (43°10′34″N 16°19′31″E);
- l'isolotto Lingua[3][5] o Lengua[6] o scoglio Parsain[7] (Paržanj), a est, tra Martellozzi Grande e San Clemente, di forma ovale, che ha una superficie di 0,039 km²[8], lo sviluppo costiero di 0,80 km[8] e l'altezza di 16 m[2] (43°10′21″N 16°19′35″E).

## Storia
In età antica l'isola fu parte dell'Illiria romana. Dal Medioevo è appartenuta alla Serenissima Repubblica di Venezia. Passò poi all'Impero asburgico con il Trattato di Campoformio nel 1797. Alla fine della Prima Guerra Mondiale entrò a far parte del Regno dei Serbi, Croati e Sloveni. Con la fine del secondo conflitto mondiale fu annessa alla Jugoslavia Titina. Oggi fa parte della Croazia. Sotto la monarchia asburgica, l'isola era già dei Machiedo, famiglia di Lesina, che ottenne attraverso un matrimonio con un erede della famiglia dei De Nachich anche l'isola di Calogera. Fuggirono poi da entrambe le isole dopo l'esodo dalmata nel 1945.

### Cartografia
- (HR) Mappa topografica della Croazia 1:25000, su preglednik.arkod.hr. URL consultato il 26 gennaio 2017.
- G. Giani, Carta prospettiva delle Comuni censuarie della Dalmazia, foglio 8, 1839. Fondo Miscellanea cartografica catastale, Archivio di Stato di Trieste.